# Elisa Rego
Elisa Pérez Rego (São Paulo, Brasil, 21 de mayo de 1964) es una cantante y compositora venezolana de synthpop, pop latino, new wave y baladas, y también locutora, residenciada actualmente en Miami, Florida, US.
Es conocida por haber interpretado exitosamente durante las décadas de los 80 y 90, sencillos como "Selva", "Blanco y Negro", "Libre de ti", "Abismo de corazón", entre otros.

## Sus comienzos con ES-3
Elisa Rego comienza su carrera artística dentro del mundo de la música como cantante en diversos locales nocturnos en la ciudad de Caracas ya que era la voz líder en el grupo de rock ES-3, banda de rock underground integrado por: Gerardo Ubieda en la batería y percusión electrónica, José Ignacio Martín (alias: Chuo) en los teclados, Enrique Moros en las guitarras, Rafael Figlioulo a cargo del bajo y Elisa Rego en la voz principal. Declaraciones de Elisa Rego entrevista de radio en "La Hora de los '80", por la emisora Jazz 95.5 FM, en Caracas, Venezuela. Emisión del 27 de marzo de 2011. Programa producido por Juan José Obando y conduce, Hernán Hernández-Sosa.
ES-3 fue un grupo que se hizo muy conocido en el ambiente musical nocturno caraqueño ya que ellos hacían versiones de otros cantantes, muy especialmente por hacer ‘covers’ de las canciones de Mecano… tanto así... que cuando este trío español visitó Venezuela por primera vez, algunos periódicos afirmaban que "ES-3 hizo famoso a Mecano”, haciendo referencia al hecho que ya el público caraqueño estaba familiarizado con el repertorio musical de esta agrupación española mucho tiempo antes que ellos pisaran suelo venezolano.

## Carrera en solitario

### Primer álbum:Elisa Rego(℗ 1988)
Una vez ya separado ES-3, Gerando Ubieda y José Ignacio Martín pasan a ser baterista y tecladista respectivamente del grupo Témpano, agrupación venezolana de rock-alternativo y hacia finales de la década de los ochenta, específicamente en 1988, Elisa firma su primer contrato discográfico con el sello Sonográfica con el cual graba su primer álbum de Estudio titulado “Elisa Rego”, álbum que podría considerarse un "minidisco" por sus 8 únicas canciones, cosa poco usual para las producciones discográficas la época, donde por lo general los LP constaban como mínimo de 10 temas.
El estilo musical de este primer trabajo discográfico mantiene características simples del Synthpop. Como primer sencillo promocional a nivel de radio se extrajo la canción titulada “Libre de ti”, con muy buenos resultados a nivel de aceptación por parte del público juvenil y adulto-contemporáneo. Seguido a este primer éxito y luego de un tiempo se publicó el segundo tema promocional la canción titulada “Blanco y negro”, canción que es todo un clásico dentro del repertorio de ésta cantante, fue además la primera canción de ella que se escoge como Tema de cierre en algunos programas de televisión. El tercer sencillo que se extrae de este primer trabajo discográfico viene a ser un tema que lleva por título “Selva” la cual es una tecno-balada con un ritmo lento y cadencioso muy agradable, con una letra surrealista interesante. Vale mencionar que "Selva" fue el segundo de dos temas de Elisa Rego usado como Tema de cierre en la telenovela "Abigail" protagonizada por Catherine Fulop y Fernando Carrillo; esta canción ocupó las primeras posiciones en el Record Report ayudándola a consolidar su sitial de favoritismo dentro del gusto del público radio-escucha. Como cuarto y último sencillo para promoción radial se extrae "Como tú", una balada de corte minimalista instrumentalmente hablando, que tuvo cierto rodaje en las emisoras de radio, pero no con la fuerza de los dos primeros sencillos.
A pesar de que sólo se extrajeron cuatro sencillos promocionales de este álbum, algunas emisoras de radio (por cuenta propia) dejaban sonar en la pauta musical de la programación diaria, otras de las canciones que integraban este primer disco, con lo cual ayudaban a dar a conocer el repertorio completo del disco.
En 1989 y gracias al éxito en ventas de este primer trabajo, Elisa Rego se hace merecedora de varios premios musicales como por ejemplo:
- 'Premio Ronda, “Artista Revelación del Año”, otorgado por periodistas y críticos de música.
- Premio “Prestigio Nacional”, otorgado por la Asociación Empresarial Venezolana.

En 1990 Elisa realiza giras de conciertos por todo el país y hace presentaciones en programas musicales en países como Puerto Rico, Bolivia, Panamá y Colombia, consolidando así su carrera a nivel internacional.

### Vale la pena(℗ 1992)
En 1992 firma contrato disquero con EMI-Venezuela y graba su segundo álbum de estudio titulado: “Vale la pena”, disco que se aleja bastante del estilo musical que presentó en su primer álbum. Esta segunda producción discográfica tenía un sonido y atmósferas mucho más latinas, especialmente en lo de las percusiones, las canciones a pesar de seguir siendo Pop, suenan mucho más a música salsa y a merengue. El álbum contiene 10 canciones de las cuales sólo 3 son balada-pop; el resto de los temas son entre medios-tiempos y up-tempos con un claro sabor latino. El último track del disco ("No le hables, no le llores") es una canción que juguetea con los ritmos del vallenato-merenguero, aunque no es un vallenato como tal.
Como primer sencillo promocional se extrajo la canción "Mamá no me deja", tema que rápidamente se posicionó muy bien en la radio. Sonaron también temas como "Esta vez", una canción que está entre ser una balada y medio-tiempo muy latina. También está el tema, "Tratando", del cual se hizo su respectivo videoclip. Y de manera no-oficial, como ya es costumbre, algunos locutores colocaban por cuenta propia las dos baladas que contiene el disco que son: "Me pierdo en tus ojos" y, "Por haberme olvidado", esta última, sin duda alguna una de las mejores canciones de todo este disco... con ese típico sonido pop-tecnológico que caracterizó a Elisa en su primera placa discográfica. Es uno de sus álbumes menos conocidos y para muchos, esto se debe a la "mala" elección de los sencillos a la hora de ir haciendo la promoción en radio.

### De amor y deseo(℗ 1995)
Llegado 1995, Elisa vuelve a entrar en los estudios y graba lo que sería su tercer álbum que lleva por título:  “De amor y deseo”, un álbum con un sonido conceptual (en todo el disco) mucho más pop y con menos reminiscencias latinas en lo que tiene que ver con las sesiones de percusión, es decir, no hay canciones que a primer oído te recuerden la música salsa; pero hay que aclarar que el pop que desarrollan en este trabajo discográfico no es un pop no de carácter local, fácilmente identificable con alguna zona geográfica, sino todo lo contrario, ya que las canciones que lo conforman tienen apariencias sonoras mucho más internacionales y atemporales, ¡si se quiere!... se les siente ese sonido, esa calidad innata propia de un trabajo que se ve que ha sido mejor cuidado (sin menospreciar con esto los álbumes anteriores) es decir, parece un disco que haya sido grabado en uno de éstos grandes estudios de grabación internacionales como los de Abbey Road, por ejemplo.
De este disco se extrae como primer sencillo promocional el tema: “Abismo de corazón” (de Frank Quintero) el cual logra ocupar el primer lugar en las carteleras radiales durante 15 semanas consecutivas. Posterior a este sencillo le siguen éxitos como “Como a mí”, “Quiero estar contigo” canción que canta a dúo con el cantante Pedro Castillo (exvocalista de la agrupación Aditus) y, “Se derritió mi soledad”, una de las mejores piezas baladisticas de todo este trabajo musical, canción con mucha fuerza.
Una de las canciones más interesantes de todo el repertorio—y extrañamente poco promocionado en la radio lamentablemente—es el tema titulado “Lo único que quiero”, una canción que… por la manera en que es interpretada en el fraseo de Elisa, nos recuerda a ese estilo de Aretha Franklin por lo de la fuerza que tiene en los estribillos y la muy buena combinación amalgamada con las voces de acompañamiento, tiene un sonido muy internacional.

Hay que mencionar también que dentro del álbum hay dos 'covers' de factura excepcionales: En el primero, Elisa hace una versión en español del tema titulado “Everything I own”, canción originalmente fue interpretada por David Gate, retitulada en ésta adaptación que hace Elisa como “Cada día mucho más”, una versión en donde a simple oído se le siente las influencias de la música reggae. Y el segundo cover, esta vez del tema “Groovin” original de la agrupación UB40, retitulada en español como “Vive, siente”. En algunas ediciones de este álbum, se incluyen como bonus tracks estas mismas canciones versionadas al español; pero esta vez cantadas en inglés por la misma Elisa Rego.
Al mismo tiempo que sucede todo esto con lo del álbum "De amor y deseo", Elisa Rego va desarrollando su carrera dentro del mundo de la publicidad, prestando su voz para marcas importantes como “Pepsi”, “Toyota”, “Maltín Polar”, “Gatorade” y, “7 Up” solo para nombrar algunas.
En el año 2000, Elisa conduce un programa multimedia a través de Terra.com en Zona Multimedia. este programa llega a 32 países a través de la Red y cuenta con una tecnología avanzada (cámaras, sonido y chat abierto).
Más tarde, en el 2003 y hasta el 2004 estuvo en la conducción y producción del programa radial “En frecuencia” en La Radio del Ateneo de Caracas, en el exigente horario de 3:30 a 5:30 de la tarde y con el cual logra gran aceptación y popularidad dentro del público radio-escucha.

### Temperamental(℗ 2005)
Tras un período de receso de diez años desde la publicación del álbum "De amor y deseo", en el 2005, Elisa publica su cuarto álbum de estudio titulado "Temperamental", álbum con un sonido conceptual muy a lo latín-pop fusión. En este disco Elisa retoma de nuevo una de las canciones más conocidas del grupo español Mecano, "Aire" y le hace en ésta oportunidad una versión en estudio electrónica. Hay que mencionar que "Aire" es uno de los temas de Mecano que ha sido, si se quiere, especial para la propia Elisa Rego, ya que fue esta canción la que ella interpretó cuando Sonografica le hizo la famosa 'Prueba de Talento' para ver cómo sonaba su voz en estudio. Otra de las versiones que encontramos en este álbum es la de la canción "Amándote", tema que originalmente es interpretado por Colina, cantante venezolano de música pop-reagge-fusión, uno de sus temas ícono. La misma Elisa retoma uno de sus éxitos incluido en el primer álbum, la tecno-balada "Selva" y la regraba otra vez, pero en una nueva versión menos tecnificada que la oritinal y con un sonido mucho más rock-acústica. Versiona también una canción del cantautor venezolano Frank Quintero, el tema "Baila conmigo" y por si fuera poco, añade al álbum una canción cantada en inglés, "Only The Lonely" de Roy Orbison . La carátula del álbum está diseñada imitando la portada de la revista "Vanidades".
Como primer sencillo promocional de este trabajo para hacer sonar en la radio, se extrae el tema titulado "Sospechas", una canción de sonido pop-rapero y sugerente fraseo 'agringolado' por parte de la cantante, cuya letra es de su autoría; vale mencionar también que aparecen como invitados especiales el Nacho y el Chino de Calle Ciega, haciendo las voces rap.

### Rockola(℗ 2009)
Luego de tiempo de receso, Elisa entra de nuevo a los estudios de publica su quinto álbum en estudio titulado simplemente "Rockola", álbum en donde la temática conceptual del disco gira en torno a re-interpretaciones de canciones nostalgicas de todos los tiempos. Es un álbum en donde se puede notar a siemple oído influencias de la música soul así como también se nota ese típico 'Sonido Motown' del rhythm & blues que tuvo una marcada influencia entre las décadas de los 50 y los 60; pero con arreglos musicales bastante contemporáneos. Este álbum se puede decir que es una mezcla entre la instrumentación de esa época; pero conservando ese toque latinoamericano. Como primer sencillo promocional se extrajo de este disco el tema "Nuestro juramento", canción interpretada originalmente por Julio Jaramillo. Encontramos también en el repertorio de este trabajo temas como "La gata bajo la lluvia", de Rocío Dúrcal, "Cóncavo y convexo" de Roberto Carlos, "Sabor a nada" de Palito Ortega, "Sombras nada más" de Javier Solís, "Mañana me iré" de Los Ángeles Negros, "Tú sabes" de Estelita del Llano.
En la preproducción de este álbum, Elisa y su equipo de trabajo se tardaron casi dos años de preparación... entre el trabajo de investigación y la selección de los temas para formar parte del repertorio. El álbum se grabó por completo en cinta análoga, con músicos en vivo dentro de la cabina de grabación y luego de esto, la cinta fue editada en digital, tratando en lo posible de conservar el sonido original sin agregar aditivos de ninguna clase.
El álbum fue presentado en septiembre del 2009 en un show case para los Medios de Comunicación y luego, el 24 de octubre del 2009 se ofreció un concierto para todos sus seguidores en la Sala del Centro Cultural Corp Banca. El disco fue editado por Anes Records.